# 안성 죽리 석조여래입상
안성 죽리 석조여래입상(安城 竹里 石造如來立像)는 대한민국 경기도 안성시 대덕면 죽리에 있는 석불이다. 2002년 4월 8일 경기도의 문화재자료 제108호로 지정되었다.

## 개요
대덕면 죽리 외평마을 입구 당산나무와 함께 있는 석조여래입상은 화강암 석불로 마을 주민의 말에 의하면 고려중기 큰 장마나 전염병 등 마을에 우환을 방멸키 위해 조성된 것으로 화강암 전면에 저부조(低浮彫)로 여래형(如來型)의 입상을 꽉 차게 조각하였고, 석불 복부에서 양손을 선정인(禪定印)처럼 가지런히 맞잡아 내부에 Y자로 홈이 나있는 연봉우리 같은 지물을 받치고 있다.
방형의 얼굴에 높은 육계와 정상 계주(繫柱)를 지니고, 코와 입에 비하여 큰 눈을 가지고 있다. 귀는 얼굴 세부처리와 달리 외곽 선을 안쪽으로 파내어 면(面)으로 처리되었으며, 짧은 목에 도식적인 삼도(三道)가 표현되어 있다.
양어깨를 덮은 통견은 반원형의 규칙적인 주름이 오른쪽 어깨에 접혀있으며, 상반신에 수직으로 내려오던 옷깃은 왼쪽 가슴에서 약간 외반(外反)하여 자연스러운 느낌을 준다. 안에 입은 군의는 복부 상단에서 넓은 띠로 묶어 U자형의 주름이 밑으로 늘어져 있다.
석불의 뒷면은 아무런 조식(彫飾)을 가하지 않았으며, 석불은 고려시대의 형식을 따르고 있지만 세부 표현에서 중국 원명시대의 불상의 영향을 받은 것으로 미루어 조선 전기에 제작된 것으로 추정된다.

## 문화재 지정 사유
이 석조여래입상은 고려시대 양식을 따르고 있지만 세부표현에서 중국 원, 명대 불상의 영향을 받아 조선전기에 제작된 불상으로 동시기 석불의 지방양식을 이해하는데 중요한 문화재이다.

## 참고 자료
- 안성죽리석조여래입상 - 국가유산청 국가유산포털